# Ptyssiglottis fusca
Ptyssiglottis fusca är en akantusväxtart som beskrevs av B. Hansen. Ptyssiglottis fusca ingår i släktet Ptyssiglottis och familjen akantusväxter. Inga underarter finns listade i Catalogue of Life.